# Nederdaling ter helle
De Nederdaling ter helle, ook Christus in het voorgeborchte van de hel genoemd, is een schilderij van een navolger van de Zuid-Nederlandse schilder Jheronimus Bosch in het Kunsthistorisches Museum in Wenen.

## Voorstelling
Het stelt het voorgeborchte voor, een plek tussen hemel en hel, waar de zielen van ongedoopten en rechtvaardigen, die overleden waren voor de opstanding van Christus, tijdelijk verbleven, tot ze door Christus meegevoerd werden naar het hemelse paradijs. Christus is op dit soort voorstellingen vaak halfnaakt afgebeeld met een staf of stok in zijn hand, waaraan soms een kruisdragend vaandel op bevestigd is.

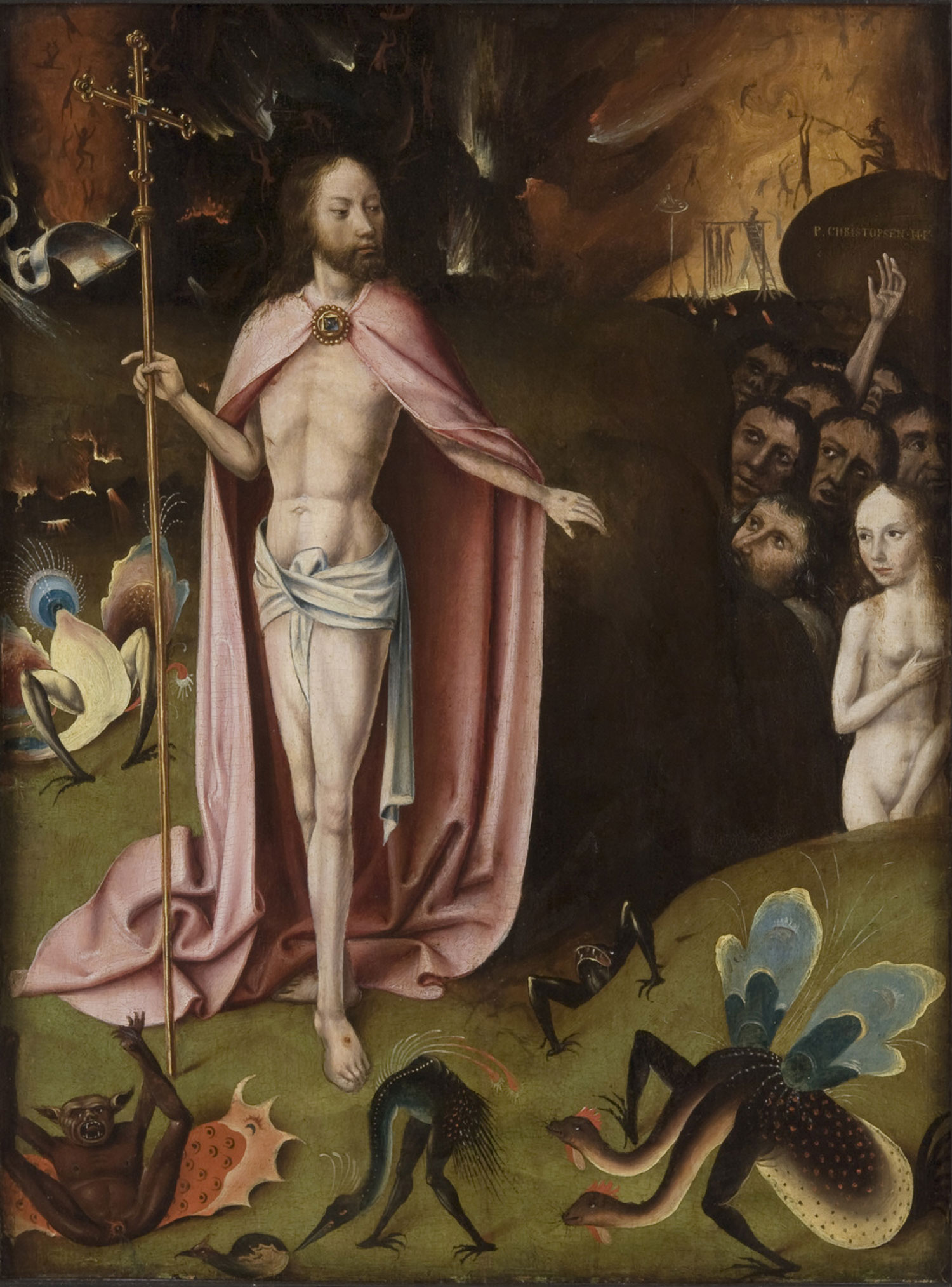
Navolger van Jheronimus Bosch. Christus in Limbo. 16e eeuw. Philadelphia, Philadelphia Museum of Art.

## Toeschrijving en herkomst
De Nederdaling ter helle in Wenen behoort tot een groep van schilderijen van Jheronimus Bosch-navolgers met dit onderwerp. Het is niet onmogelijk dat deze groep teruggaat op een verloren gegaan origineel van Bosch. Het is bekend dat de landvoogd van de Zuidelijke Nederlanden, aartshertog Ernst van Oostenrijk, een Nederdaling ter helle van Bosch in zijn bezit had. Het exemplaar in het Kunsthistorisches Museum is eveneens afkomstig uit het bezit van de Habsburgers. Het komt in 1881 voor het eerst voor in de archieven van het museum.

## Versies
In het Indianapolis Museum of Art bevindt zich in vrijwel exacte kopie van de Nederdaling ter helle en op 7 december 2007 werd in Londen een soortgelijk schilderij aangeboden bij veilinghuis Christie's.